# Ruxandra Donose
Ruxandra Donose (née à Bucarest le 2 septembre 1964) est une mezzo-soprano roumaine.

## Biographie
Ruxandra Donose a étudié le chant et le piano à l'université nationale de musique de Bucarest. 
Après avoir remporté en 1990 le second prix du concours ARD de Munich, elle obtient son premier engagement à l'étranger, à Bâle. En 1992, elle devient membre de l'opéra d'État de Vienne. À partir de ce moment, sa carrière internationale progresse rapidement en tant que chanteuse d'opéra (à Covent Garden, à l'Opéra Bastille, au Metropolitan Opera, au festival de Salzbourg, etc.), ainsi que comme interprète de lieder et d'oratorio. 
Elle vit à Vienne avec son mari et ses deux enfants. 